# Abbaye de Bouxières
Pour les articles homonymes, voir Abbaye Notre-Dame.
L'abbaye Notre-Dame de Bouxières est une ancienne abbaye bénédictine fondée par saint Gauzelin, évêque de Toul, au Xe siècle, à Bouxières-aux-Dames, dans le département de Meurthe-et-Moselle.

## Histoire

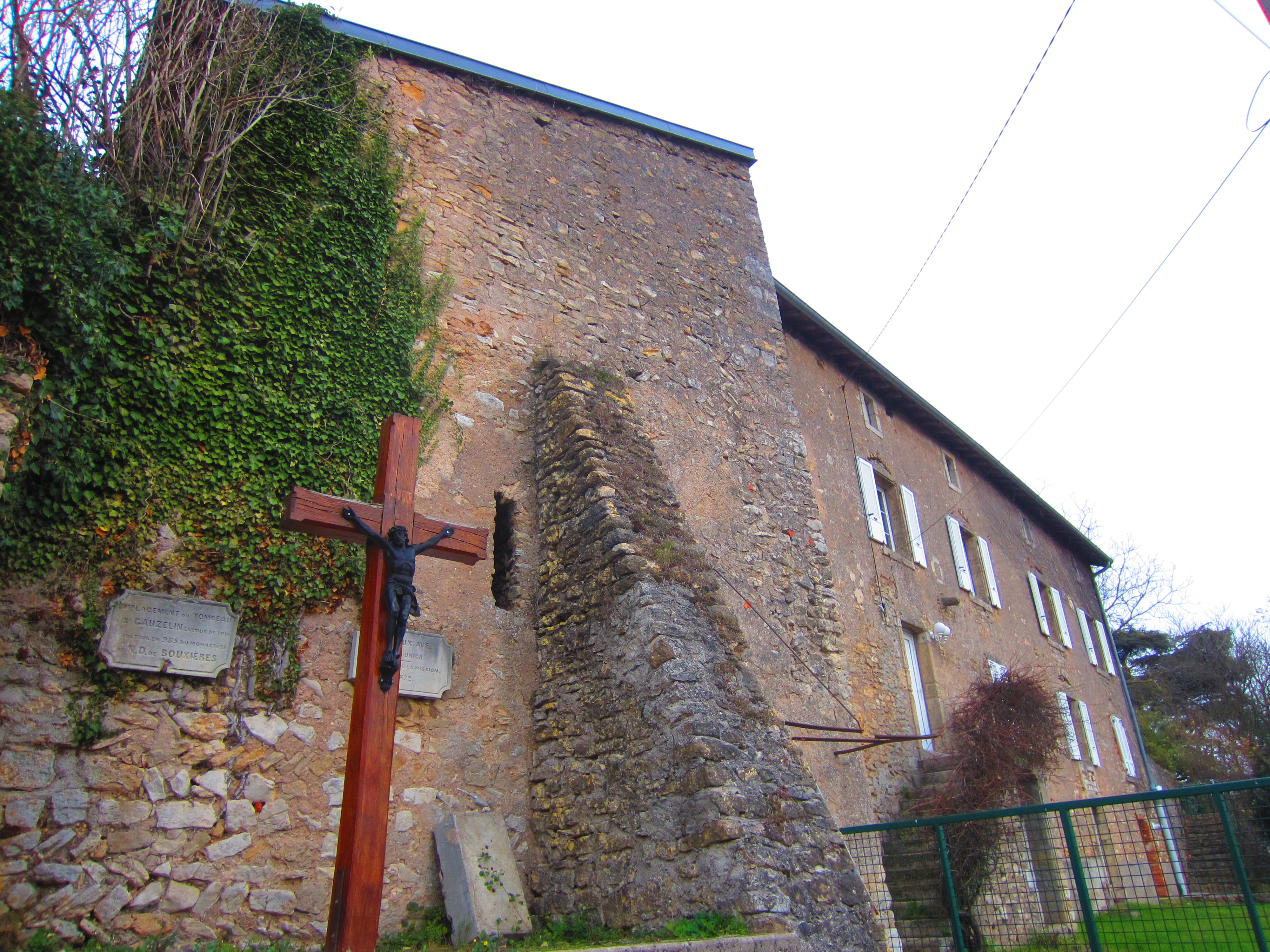
Maison ayant appartenu à l'abbaye de Bouxières et abritant le tombeau de saint Gauzelin.

À la suite d'une visite à l'abbaye de Fleury à Saint-Benoît-sur-Loire Gauzelin a fondé en Lorraine le monastère masculin de Saint-Epvre et l'abbaye de Bouxières-aux-Dames en 935/936. La tradition veut que pendant une chasse, l'un des frères de Gauzelin, nommé Hardrade, poursuivait un sanglier qui s'était caché dans un buisson et que ses chiens n'osaient l'attaquer. Descendant de son cheval, il découvrit un autel en ruines et les vestiges d'un bâtiment. Ayant conté cette histoire à son frère, Gauzelin a demandé aux gens du pays ce qu'étaient ces ruines. Il apprit des anciens que c'étaient les restes d'une église qui était placée sous l'invocation de la Vierge, et où on remarquait souvent de la lumière. Le territoire appartenant à Adalbéron, évêque de Metz, Gauzelin l'a échangé contre le bâton de saint Pierre que saint Mansuy avait rapporté de Rome, la besace de saint Materne et un caillou du martyre de saint Étienne. Gauzelin a alors érigé une église dédiée à la Vierge en plaçant l'autel à l'emplacement de l'arbre derrière lequel s'était réfugié le sanglier. Une seconde légende est représentée par une peinture de l'église de Bouxières, reprenant les Ve et VIe leçons de l'office des dames de Bouxières, racontant que la Vierge lui était apparue pendant un rêve, en lui disant qu'une colombe blanche lui indiquerait l'endroit où construire l'église. Ayant dépensé une somme importante pour la construction du monastère, une famine est alors survenue. Il a obtenu l'aide de Gerberge, fille de Henri l'Oiseleur et veuve de Gisberg, duc de Lotharingie, qui lui a envoyé trois chameaux chargés de vivres. Arrivant sur le bord de la Meurthe, ils ont pu la franchir grâce à un bac qui était manœuvré par un muet. Celui-ci, à la vue des richesses a couru au monastère, et a retrouvé la parole pour annoncer l'arrivée des chameaux qui ont permis la poursuite des travaux de construction. Dans ses écrits, Dom Augustin Calmet n'hésite pas à écrire que ces récits sont des fables.
En 935, Gauzelin a alors établi une communauté de religieuses placée sous la règle de saint Benoît et la direction de Rothilde, d'après le récit d'Adson, abbé de Montier-en-Der. Conformément à ses volontés, Gauzelin a été inhumé dans l'abbaye de Bouxières après sa mort, en septembre 962.
L'église abbatiale était un lieu de pèlerinage important où on venait adorer l'image de Notre-Dame que Gauzelin avait placée sur l'autel après la consécration de l'église. Dom Calmet a écrit qu'au XVIIIe siècle on s'y rendait en pèlerinage le jour de la Sainte-Trinité, pèlerinage qui a duré jusqu'à la Révolution. En 1432, René d'Anjou sortant de prison, y est venu rendre grâce pour sa délivrance. Les personnes attaquées de la maladie de la teigne y venaient en pèlerinage.
Au XVe siècle l'abbaye est transformée en chapitre de chanoinesses nobles séculières (qui ne prononçaient pas de vœux), l'un des quatre chapitres nobles de Lorraine.
En 1635, avec l'entrée en guerre de la France pendant la guerre de Trente Ans, les reliques et les objets précieux de l'abbaye sont mis en sécurité dans le couvent des franciscaines de Nancy, et les religieuses s'y réfugient. Elles reviennent à Bouxières en 1659. Elles doivent de nouveau se réfugier à Nancy en 1683, cette fois chez les sœurs de Sainte-Élisabeth, avec leurs objets les plus précieux. Un inventaire de ces objets est alors fait qui cite le chef, le bras et le pied de saint Gauzelin, « son peigne, son livre, son calice d'or, sa patène, le voile du calice ... un caillou de saint Étienne ». Les chanoinesses repartent à Bouxières mais reviennent au couvent de la Visitation à Nancy en 1743 où un nouvel inventaire est fait avant de retourner à Bouxières le 24 août 1748.
En 1750, les Dames nobles de l'abbaye ont fait aménager la Pelouse, un terrain derrière l'abbaye en traçant des allées bordées de 300 tilleuls.
Les nobles dames de l'abbaye de Bouxières ont demandé leur transfert définitif à Nancy en 1785 car elles s'ennuyaient à Bouxières-aux-Dames et ont voulu bénéficier des avantages de la vie citadine. L'abbaye a persisté jusqu'en 1787, puis les chanoinesses se sont installées dans les bâtiments des Minimes de Bonsecours. Les reliques et le trésor sont déposés dans l'église Notre-Dame-de-Bonsecours de Nancy. L'abbaye est vendue pour construire un nouveau couvent près de Bonsecours qui n'a jamais été achevé. L'abbaye de Bouxières a été en grande partie détruite après la Révolution et les pierres ont été réutilisées pour la construction de plusieurs maisons.
Quand les commissaires voulurent faire l'inventaire des reliques et du trésor en juillet 1790, ils ne purent les trouver car une des dames du chapitre les avait transportés au Luxembourg. En 1793, au moment de l'invasion du Luxembourg par l'armée française, la châsse est détruite et les objets liturgiques enfouis. En 1801, l'abbé Raybois, ancien prévôt du chapitre, a remis les reliques et les objets liturgiques de Gauzelin à la cathédrale de Nancy. Les reliques et les objets liturgiques sont déposés dans la châsse de saint Sigisbert en 1803. Ils sont placés dans un coffre-fort de la sacristie en 1870, puis dans une armoire vitrée blindée. Cependant la charte de fondation de Gauzelin du 13 janvier 938 ne faisait pas partie de ce dépôt. Elle a été retrouvée à la bibliothèque nationale autrichienne, analysée et authentifié par Klaus Oschema. Les circonstances de la pérégrination du parchemin vers 
Vienne en passant par Milan sont racontées par Steven Vanderputten.
De rares vestiges sont visibles sur le sommet de la colline dans la rue des Dames-Chanoinesses.

## Trésor de l'abbaye
Le trésor de l'abbaye se trouve à la cathédrale de Nancy,,.
Il comporte en particulier cinq objets : un calice et une patène donnés par Gauzelin, un évangéliaire de saint Gauzelin recouvert d’une reliure d’orfèvrerie, un anneau de prélat et un peigne d’ivoire.

## Liste des abbesses
- 938-976[14] : Rotlind (Rotlindis en Latin) ou Rothilde. Selon la Biographie du Bienheureux Jean de Gorze né vers l’an 900 à Vandières (54) et décédé le 7 Mars 974 à Gorze (57), rapportée par Jean de Saint-Arnoul de Metz (9..-984), dans un écrit hagiographique écrit en latin, la première abbesse de Bouxières fut une bonne fille, convertie par Humbert, fameux reclus de Metz. Dans la confirmation des biens de l’abbaye de Bouxières par l’empereur Otton 1er en date du 2 Juin 965, il est dit que le père de cette abbesse, Teutbert (ou Teutbertus en latin), comte de Saulnois qui habitait à Destrich (Destry), près de la ville de Sarreguemines, donna un domaine (proedium) pour la sépulture de son épouse Judith ou Duditte et l’offrande de sa fille Rothilde à l’abbaye de Bouxières. Lors de cette retraite, elle fut accompagnée par Emma et Tinedrada selon le diplôme impérial de l’an 965.
- ?-? - Ermengarde. Elle est nommée dans un acte en 976.
- 1073-1115/1120 - Hadevide.
- 1115/1120-après 1130 - Hara. Elle est fille de Thierry, duc de Lorraine.
- 11??-11?? - Oda. Elle vivait en 1137 et 1146.
- 11??-1185 - Gertrude de Vic.
- 1185-1213 - Mathilde.
- 1213-1255 - Helvide de Monthureux.
- 1255-12?? - Perette ou Pétronille.
- 12??-1290 - Alix ou Aleyde de Fontenoy. Elle était déjà abbesse en 1272 et est confirmée en 1284.
- 1290-1299 - Madeleine de Ruppes.
- 1299-1349 - Henriette d'Haroué ou de Puligny.
- 1349-1377 - Isabelle ou Elisabeth de Bauffremont-Ruppes. Elle est fille de Huart, seigneur de Ruppes, et de Mahaut de Fontenoy.
- 1377-1379 - Catherine de Nancy.
- 1379-1408 - Antoinette de Bauffremont-Ruppes. Elle est la nièce d'Isabelle et la fille de Gauthier, seigneur de Ruppes, et d'Alide de Rougemont.
- 1408-1438 - Agnès d'Haroué. Elle est la nièce d'Henriette et la fille d'Henri d'Haroué et d'Isabelle de Nancy.
- 1438-1466 - Isabelle ou Isabeau de Ludres. Elle est la fille de Jean, seigneur de Ludres, et d'Agnès de Richardmesnil.
- 1466-1501 - Alarde ou Alix de Pfaffenhoffen. Elle est la fille de Gérard, sénéchal de Lorraine, et d'Isabelle d'Orne.
- 1501-1550 - Renée de Pfaffenhoffen. Elle est la nièce d'Alarde ou Alix.
- 1550-1553 - Anne de Jussy. Elle est la fille de Claude, baron d'Hurbache, et d'Anne des Armoises.
- 1553-v.1610 - Anne-Françoise de Ludres. Elle est la fille de Ferry, seigneur de Ludres, et de Marguerite de Sampigny.
- v.1610-1636 - Françoise du Hautoy. Elle est coadjutrice dès 1601. Elle est la fille de François du Hautoy et de Nicole de Beauvau.
- 1636-1639 - Anne de Montbéliard, dite de Lantage.
- 1639-1641 - Marguerite de Custine. Elle est la fille de Jean, baron de Condé, et Dorothée de Ligniville. Elle quitte l'abbaye et épouse en 1641 Jean, comte de Lambertye, maréchal de camp des armées du roi.
- 1641-1668 - Anne-Catherine de Cicon. Elle est fille de Marc, seigneur de Richecourt, et de Bonne de Tavagny.
- 1668-1678 - Marie-Françoise Rouxel de Médavy.
- 1678-1685 - Anne-Marie-Françoise Rouxel de Médavy. Elle est chanoinesse de Remiremont avant de devenir abbesse.
- 1685-1715 - Anne-Françoise de Simiane de Moncha. Elle fut la fille d'Edme-Claude de Simiane, comte de Moncha, lieutenant-général des armées du roi Louis XIV, gouverneur des villes et citadelle de Valence et Sénéchal, commandant des gendarmes de la Reine-Mère, et d'Anne-Claude-Renée de Ligniville-Tantonville. Elle fut élue par le chapitre, bullée le 21 mars 1685. Elle mourut le 21 novembre 1715, chez les dames du Saint Sacrement de NANCY.
- 1716-1760 - Anne-Marie, baronne d'Eltz-Ottange. Elle est élue le 8 février 1716, bullée le 13 mars, mise en possession le 25 avril 1716. En 1753, elle a comme coadjutrice Béatrix de Stainville qui fut d’abord chanoinesse de Remiremont avant de l’être au Ccapitre de Bouxières-aux-Dames. (A noter que cette dernière fut intronisée par son frère Etienne-François Choiseul-Beaupré-Stainville né à Nancy et chef du gouvernement de Louis XV, qui avait beaucoup d’attachement pour elle, et qui s’empressa de la faire venir à Versailles et l’introduisit dans l’intimité du roi Louis XV et de Madame de Pompadour). Anne-Marie d’Eltz-Ottange décéda à Bouxières-aux-Dames le 3 Avril 1760 à l’âge de 95 ans. Il est à remarquer que la défunte dame abbesse, après avoir été appréhendée à l’âge de 3 ans, elle vécut jusqu’à 95 ans et 6 mois. Selon ce que l'on peut lire sur la revue le Mercure de France en 1760, elle était alors la plus vieille abbesse du monde. Elle en a toujours été la plus respectée et aimée par les rares qualités de son âme et de son esprit[15].
- 1760-1762 – Charlotte Sidonie Rose de Gouffier-Thois, marquise de Pimodan. Elle était née le 13 avril 1733. Elle fut la fille de messire François-Louis marquis de Gouffier-Thois, baron des Baronnies de Catheux et Doué et de madame Armande Louise de Gouffier-Caravas, comtesse de Passavant, baronne de la Chassée et Desaubier en Poitou. Elle fut nommée abbesse le 28 mai 1760. Pris possession le 12 mars 1761. Elle fut appréhendée le 25 octobre 1761 par madame Choiseul-Stainville dame de Remiremont, ensuite des lettres de cachet du Roi. Elle quitta l'abbaye pour se marier le 11 mai 1762 avec Charles Jean de Rarécourt de la Vallée, né le 31 aout 1730, marquis de Pimodan, premier enseigne des mousquetaires noirs du roi LOUIS XV, puis brigadier des armées du roi, chevalier de Saint- Louis, grand bailli d'épée des villes et comté de TOUL. Charlotte Sidonie Rose de Gouffier-Thois, eut quatre enfants. Elle fut inhumée dans l’église d’Echenay un petit village situé dans le département de Haute-Marne, localisé entre Neufchâteau et Saint-Dizier.
- 1762-1772 – Marie Françoise Charlotte, baronne Deltz de Chenisberg. Elle est née en 1693 et décédée le 7 mai 1775. Elle fut came chanoinesse avant 1737 et fut élue abbesse du chapitre noble de Bouxières le 2 aout 1762. Elle fut marraine de deux enfants nés et baptisés à Bouxières-aux-Dames (François Dusert en date du 23 mars 1737, fils de François et de Claudinette Liebaut et dont le parrain fut M. Philippe Charles de Hunolstein comte d’Ottange, capitaine au régiment de cavalerie Royal-Allemand, qui était de la même famille que l’abbesse Françoise Charlotte Deltz de Chenisberg, puisque les Hunolstein et les Deltz étaient cousins), et de  (Marie Françoise Maximilienne Blaume en date du 18 Avril 1773, fille de Nicolas et de Françoise PRUDHOMME et dont le parrain fut Maximilien Delort de Montesquiou qui était commandant des villes et citadelle de NANCY. Marie Françoise Charlotte Delt de Chenisberg meurt à Nancy, le 7 mai 1773 à l’âge de 90 ans. Nota : Le 20 mars 1799, on a trouvé son corps. La chair, dont des morceaux ont été conservés, n’était pas corrompue.
- 1773-1790 - Marie-Françoise-Angélique comtesse de Messey, comtesse de Biesles, chanoinesse de Remiremont. Elle était née le 16 juillet 1736 à Lunéville (54) et elle fut la fille ainée d’une fratrie de 12 enfants, dont le père se nommait Gabriel de Messey (1708-1765) comte de Biesles, capitaine de cavalerie au régiment de Lusignan (Vienne), chambellan du roi de Pologne, et sa mère se nommait Louise Pétronille de Ligneville (1710-1790), dame de la Croix étoilée. Elle fut présentée au chapitre de Remiremont à l’âge de huit ans, par sa tante la comtesse de Lenoncourt. Elle avait 26 ans, quand le prince héréditaire de Hesse-Darmstadt, conquis par ses charmes, la demanda en mariage. Elle refusa, mettant la virginité au-dessus des grandeurs et préférant une vie de prière à la vie mondaine des cours. Elle fut élue abbesse du chapitre noble de Bouxières-aux-Dames à l'âge de 37 ans en 1773. Le 26 juin 1786 elle nomma madame de Fontanges, dame-chanoinesse de l’abbaye, coadjutrice (adjointe), avec le consentement du chapitre, par l'intermédiaire de monsieur de Brienne, Aachevêque de Toulouse et commissaire apostolique. Elle mourut à Nancy entre le 10 et le 18 avril 1825, alors âgée de 88 ans.

## Blason
L'abbaye de Bouxières possédait un blason : « d'or et à la fasce d'argent au chef d'azur »,

Blason de l'abbaye de Bouxières

### Vidéo
- Dailymotion : Abbaye de Bouxières-aux-Dames 3D